# راجا ماهندري
راجا ماهندري هي مدينة في الهند، تقع في شرق جودافارى، ورئاسة مدراس، وراجا ماهندري، بلغ عدد سكانها 478,000 نسمة وذلك حسب إحصائيات سنة 2010، تبلغ مساحتها 44.50 كيلومتر مربع، و56.03 كيلومتر مربع، رمزها البريدي هو 533101.

## المناخ
يظهر الجدول التالي التغييرات المناخية على مدار السنة لراجا ماهندري:
| البيانات المناخية لـراجا ماهندري  | البيانات المناخية لـراجا ماهندري | البيانات المناخية لـراجا ماهندري | البيانات المناخية لـراجا ماهندري | البيانات المناخية لـراجا ماهندري | البيانات المناخية لـراجا ماهندري | البيانات المناخية لـراجا ماهندري | البيانات المناخية لـراجا ماهندري | البيانات المناخية لـراجا ماهندري | البيانات المناخية لـراجا ماهندري | البيانات المناخية لـراجا ماهندري | البيانات المناخية لـراجا ماهندري | البيانات المناخية لـراجا ماهندري | البيانات المناخية لـراجا ماهندري |
| الشهر                             | يناير                            | فبراير                           | مارس                             | أبريل                            | مايو                             | يونيو                            | يوليو                            | أغسطس                            | سبتمبر                           | أكتوبر                           | نوفمبر                           | ديسمبر                           | المعدل السنوي                    |
| --------------------------------- | -------------------------------- | -------------------------------- | -------------------------------- | -------------------------------- | -------------------------------- | -------------------------------- | -------------------------------- | -------------------------------- | -------------------------------- | -------------------------------- | -------------------------------- | -------------------------------- | -------------------------------- |
| متوسط درجة الحرارة الكبرى °م (°ف) | 29 (84)                          | 32 (90)                          | 37 (99)                          | 40 (104)                         | 44 (111)                         | 40 (104)                         | 37 (99)                          | 33 (91)                          | 32 (90)                          | 32 (90)                          | 29 (84)                          | 27 (81)                          | 34 (94)                          |
| متوسط درجة الحرارة الصغرى °م (°ف) | 19 (66)                          | 21 (70)                          | 23 (73)                          | 27 (81)                          | 29 (84)                          | 27 (81)                          | 26 (79)                          | 25 (77)                          | 25 (77)                          | 24 (75)                          | 21 (70)                          | 18 (64)                          | 24 (75)                          |
| الهطول مم (إنش)                   | 3 (0.1)                          | 6 (0.2)                          | 11 (0.4)                         | 21 (0.8)                         | 67 (2.6)                         | 142 (5.6)                        | 260 (10.2)                       | 187 (7.4)                        | 177 (7.0)                        | 197 (7.8)                        | 37 (1.5)                         | 7 (0.3)                          | 1٬115 (43.9)                     |
| المصدر: en.climate-data.org       |                                  |                                  |                                  |                                  |                                  |                                  |                                  |                                  |                                  |                                  |                                  |                                  |                                  |

## أعلام
- سميرة ريدي
- جايا برادا
- رجا بابو